# Handball aux Jeux panaméricains de 2019
Navigation
Toronto 2015 Santiago 2023
Les compétitions de handball aux Jeux panaméricains de 2019 ont lieu du 24 juillet au 5 août 2019 à Lima, au Pérou. La compétition sert de qualification pour les Jeux olympiques de 2020.
Chez les hommes, la compétition est remportée par l'Argentine qui obtient ainsi sa qualification directe pour les Jeux olympiques. Le Chili, finaliste, obtient une place pour un tournoi mondial de qualification olympique tandis que le Brésil, battu en demi-finale par le Chili, doit se contenter de la médaille de bronze.
Chez les femmes, le Brésil remporte ses sixièmes Jeux panaméricains consécutifs et se qualifie pour les Jeux olympiques 2020. L'Argentine, finaliste, obtient une place pour un tournoi mondial de qualification olympique tandis que Cuba est médaillé de bronze.

## Tournoi masculin

### Phase finale
|  | Demi-finales      | Demi-finales      |                        |    | Finale            | Finale            |
|  | Demi-finales      | Demi-finales      |                        |    | Finale            | Finale            |
|  |                   |                   |                        |    |                   |                   |
|  | 4 août 2019, Lima | 4 août 2019, Lima |                        |    | 5 août 2019, Lima | 5 août 2019, Lima |
|  | 4 août 2019, Lima | 4 août 2019, Lima |                        |    | 5 août 2019, Lima | 5 août 2019, Lima |
|  | Argentine         | 34                |                        |    | 5 août 2019, Lima | 5 août 2019, Lima |
|  | Argentine         | 34                |                        |    | 5 août 2019, Lima | 5 août 2019, Lima |
|  | Mexique           | 14                |                        |    | 5 août 2019, Lima | 5 août 2019, Lima |
|  | Mexique           | 14                | Argentine              | 31 |                   |                   |
|  | 4 août 2019, Lima |                   | Argentine              | 31 |                   |                   |
|  |                   | Chili             | 27                     |    |                   |                   |
|  | Chili             | Chili             | 27                     | 32 |                   |                   |
|  | Chili             |                   |                        | 32 |                   |                   |
|  | Brésil            | 29                |                        |    |                   |                   |
|  | Brésil            | 29                | Match pour la 3e place |    |                   |                   |
|  |                   |                   |                        |    |                   |                   |
|  | 5 août 2019, Lima |                   |                        |    |                   |                   |
|  |                   |                   |                        |    |                   |                   |
|  | Mexique           | 20                |                        |    |                   |                   |
|  | Mexique           | 20                |                        |    |                   |                   |
|  | Brésil            | 32                |                        |    |                   |                   |
|  | Brésil            | 32                |                        |    |                   |                   |

#### Demi-finales
| 4 août 2019 18h00 | Brésil           | 29 – 32 | Chili          | Villa Deportiva Nacional, Lima Arbitrage : Raluy, Sabroso |
| 4 août 2019 18h00 | Haniel Langaro 8 | (15–18) | Daniel Ayala 7 | Villa Deportiva Nacional, Lima Arbitrage : Raluy, Sabroso |
| 4 août 2019 18h00 | ×1 ×4            | Rapport | ×2 ×3          | Villa Deportiva Nacional, Lima Arbitrage : Raluy, Sabroso |

| 4 août 2019 20h30 | Argentine          | 34 – 14 | Mexique           | Villa Deportiva Nacional, Lima Arbitrage : Sosa, Lemes |
| 4 août 2019 20h30 | Federico Pizarro 9 | (16–7)  | Alan Villalobos 4 | Villa Deportiva Nacional, Lima Arbitrage : Sosa, Lemes |
| 4 août 2019 20h30 | ×1                 | Rapport | ×1                | Villa Deportiva Nacional, Lima Arbitrage : Sosa, Lemes |

#### Match pour la3eplace
| 5 août 2019 18h00 | Brésil      | 32 – 20 | Mexique           | Villa Deportiva Nacional, Lima Arbitrage : Lenci, López |
| 5 août 2019 18h00 | 4 joueurs 5 | (16–10) | Arturo Sandoval 6 | Villa Deportiva Nacional, Lima Arbitrage : Lenci, López |
| 5 août 2019 18h00 | ×2 ×3       | Rapport | ×1                | Villa Deportiva Nacional, Lima Arbitrage : Lenci, López |

#### Finale
| 5 août 2019 20h30 | Chili              | 27 – 31 | Argentine        | Villa Deportiva Nacional, Lima Arbitrage : Raluy, Sabroso |
| 5 août 2019 20h30 | Erwin Feuchtmann 7 | (14–15) | Diego Simonet 11 | Villa Deportiva Nacional, Lima Arbitrage : Raluy, Sabroso |
| 5 août 2019 20h30 | ×4 ×7              | Rapport | ×1 ×4            | Villa Deportiva Nacional, Lima Arbitrage : Raluy, Sabroso |

### Classement final et statistiques
| Rang                         | Équipe     |
| ---------------------------- | ---------- |
| Médaille d'or, Amérique      | Argentine  |
| Médaille d'argent, Amérique  | Chili      |
| Médaille de bronze, Amérique | Brésil     |
| 4                            | Mexique    |
| 5                            | Cuba       |
| 6                            | États-Unis |
| 7                            | Porto Rico |
| 8                            | Pérou      |

| 1. |

| Rang | Joueur           | Équipe     | Buts | Tirs | %    |
| ---- | ---------------- | ---------- | ---- | ---- | ---- |
| 1    | Erwin Feuchtmann | Chili      | 34   | 50   | 68 % |
| 2    | Felipe Borges    | Brésil     | 31   | 44   | 70 % |
| 3    | Jorge Nazario    | Porto Rico | 31   | 50   | 62 % |
| 4    | Rodrigo Salinas  | Chili      | 31   | 52   | 60 % |
| 5    | Federico Pizarro | Argentine  | 28   | 38   | 74 % |

| Rang | Joueur             | Équipe    | %    | Arrêts | Tirs |
| ---- | ------------------ | --------- | ---- | ------ | ---- |
| 1    | Matías Schulz      | Argentine | 39 % | 41     | 104  |
| 2    | Leonardo Terçariol | Brésil    | 37 % | 35     | 94   |
| 3    | Alejandro Romero   | Cuba      | 36 % | 41     | 114  |
| 4    | Felipe Barrientos  | Chili     | 33 % | 54     | 166  |
| 5    | Cedric Rivera      | Pérou     | 33 % | 50     | 153  |

## Tournoi féminin

### Phase finale
|  | Demi-finales | Demi-finales |                        |    | Finale | Finale |
|  | Demi-finales | Demi-finales |                        |    | Finale | Finale |
|  |              |              |                        |    |        |        |
|  |              |              |                        |    |        |        |
|  |              |              |                        |    |        |        |
|  | Brésil       | 34           |                        |    |        |        |
|  | Brésil       | 34           |                        |    |        |        |
|  | États-Unis   | 09           |                        |    |        |        |
|  | États-Unis   | 09           | Brésil                 | 31 |        |        |
|  |              |              | Brésil                 | 31 |        |        |
|  |              | Argentine    | 20                     |    |        |        |
|  | Argentine    | Argentine    | 20                     | 31 |        |        |
|  | Argentine    |              |                        | 31 |        |        |
|  | Cuba         | 21           |                        |    |        |        |
|  | Cuba         | 21           | Match pour la 3e place |    |        |        |
|  |              |              |                        |    |        |        |
|  |              |              |                        |    |        |        |
|  |              |              |                        |    |        |        |
|  | États-Unis   | 23           |                        |    |        |        |
|  | États-Unis   | 23           |                        |    |        |        |
|  | Cuba         | 24           |                        |    |        |        |
|  | Cuba         | 24           |                        |    |        |        |

#### Demi-finales
| 29 juillet 2019 20h30 | Brésil                      | 34 – 9  | États-Unis         | Villa Deportiva Nacional, Lima Arbitrage : Pineda, Estrada |
| 29 juillet 2019 20h30 | Adriana Cardoso de Castro 8 | (15–3)  | Jence Ann Rhoads 5 | Villa Deportiva Nacional, Lima Arbitrage : Pineda, Estrada |
| 29 juillet 2019 20h30 | ×1 ×2                       | Rapport | ×1 ×2              | Villa Deportiva Nacional, Lima Arbitrage : Pineda, Estrada |

| 29 juillet 2019 18h00 | Argentine      | 31 – 21 | Cuba          | Villa Deportiva Nacional, Lima Arbitrage : Raluy, Sabroso |
| 29 juillet 2019 18h00 | Elke Karsten 6 | (17–7)  | Eyatne Rizo 8 | Villa Deportiva Nacional, Lima Arbitrage : Raluy, Sabroso |
| 29 juillet 2019 18h00 | ×2 ×3          | Rapport | ×2 ×3 ×1      | Villa Deportiva Nacional, Lima Arbitrage : Raluy, Sabroso |

#### Match pour la3eplace
| 30 juillet 2019 18h00 | Cuba          | 24 – 23 | États-Unis        | Villa Deportiva Nacional, Lima Arbitrage : Paolantoni, García |
| 30 juillet 2019 18h00 | Eyatne Rizo 6 | (13–12) | Nicole Andersen 8 | Villa Deportiva Nacional, Lima Arbitrage : Paolantoni, García |
| 30 juillet 2019 18h00 | ×2 ×4         | Rapport | ×3                | Villa Deportiva Nacional, Lima Arbitrage : Paolantoni, García |

#### Finale
| 30 juillet 2019 20h30 | Argentine      | 21 – 30 | Brésil               | Villa Deportiva Nacional, Lima Arbitrage : Sosa, Lemes |
| 30 juillet 2019 20h30 | Elke Karsten 4 | (12–12) | Amorim, Fachinello 5 | Villa Deportiva Nacional, Lima Arbitrage : Sosa, Lemes |
| 30 juillet 2019 20h30 | ×1             | Rapport | ×4 ×5                | Villa Deportiva Nacional, Lima Arbitrage : Sosa, Lemes |

### Classement final et statistiques
| \| Rang \| Équipe \| \| ---------------------------- \| ---------------------- \| \| Médaille d'or, Amérique \| Brésil \| \| Médaille d'argent, Amérique \| Argentine \| \| Médaille de bronze, Amérique \| Cuba \| \| 4 \| États-Unis \| \| 5 \| République dominicaine \| \| 6 \| Porto Rico \| \| 7 \| Canada \| \| 8 \| Pérou \| | - Qualifié pour les Jeux olympiques. - Qualifié pour un tournoi mondial de qualification olympique. |
| Rang | Équipe                                                                                              |
| Médaille d'or, Amérique | Brésil                                                                                              |
| Médaille d'argent, Amérique | Argentine                                                                                           |
| Médaille de bronze, Amérique | Cuba                                                                                                |
| 4 | États-Unis                                                                                          |
| 5 | République dominicaine                                                                              |
| 6 | Porto Rico                                                                                          |
| 7 | Canada                                                                                              |
| 8 | Pérou                                                                                               |

| Rang | Joueuse                   | Équipe                 | Buts | Tirs | %    |
| ---- | ------------------------- | ---------------------- | ---- | ---- | ---- |
| 1    | Elke Karsten              | Argentine              | 28   | 56   | 50 % |
| 2    | Adriana Cardoso de Castro | Brésil                 | 27   | 36   | 75 % |
| 3    | Mariela Andino            | République dominicaine | 24   | 32   | 75 % |
| 4    | Manuela Pizzo             | Argentine              | 24   | 36   | 67 % |
| 5    | Jence Ann Rhoads          | États-Unis             | 24   | 40   | 60 % |

| Rang | Joueuse          | Équipe                 | %    | Arrêts | Tirs |
| ---- | ---------------- | ---------------------- | ---- | ------ | ---- |
| 1    | Renata Arruda    | Brésil                 | 51 % | 35     | 69   |
| 2    | Nadia Bordon     | Argentine              | 51 % | 21     | 41   |
| 3    | Marisol Carratú  | Argentine              | 41 % | 48     | 118  |
| 4    | Cari Domínguez   | République dominicaine | 38 % | 47     | 124  |
| 5    | Bárbara Arenhart | Brésil                 | 37 % | 25     | 68   |

## Médaillés
| Épreuves         | Or | Argent | Bronze |
| ---------------- | --- | --- | --- |
| Tournoi masculin | Argentine Matías Schulz Federico Fernández Federico Pizarro Sebastián Simonet Pablo Vainstein Diego Simonet Ignacio Pizarro Pablo Simonet Santiago Baronetto Lucas Moscariello Gonzalo Carou Guillermo Fischer Leonel Maciel Nicolás Bonanno | Chili Felipe Barrientos Sebastián Ceballos Erwin Feuchtmann Elías Oyarzún Diego Reyes Javier Frelijj Emil Feuchtmann Esteban Salinas Felipe García Rodrigo Salinas Muñoz Sebastián Pavez Marco Oneto Daniel Ayala Víctor Donoso | Brésil Henrique Teixeira João Pedro Silva Rogério Moraes Thiagus dos Santos Alexandro Pozzer Felipe Borges Fábio Chiuffa Oswaldo Guimarães Thiago Ponciano Haniel Langaro Raul Nantes Leonardo Terçariol Rudolph Hackbarth César Almeida |
| Tournoi féminin  | Brésil Bruna de Paula Tamires Morena Lima Ana Paula Rodrigues Bárbara Arenhart Eduarda Amorim Elaine Gomes Larissa Araújo Adriana Castro Samara da Silva Jaqueline Anastácio Patrícia Matieli Deonise Cavaleiro Renata Arruda Mariana Costa  | Argentine Marisol Carratú Rosario Urban Malena Cavo Manuela Pizzo Rocío Campigli Camila Bonazzola Luciana Mendoza Victoria Crivelli Antonela Mena Nadia Bordon Macarena Sans Macarena Gandulfo Elke Karsten Micaela Casasola    | Cuba Niurkis Mora Liliamnis Rosabal Schakira Robert Arisleidy Márquez Lizandra Lusson Gleinys Reyes Yunisleidy Camejo Indiana Cedeño Lorena Téllez Eyatne Rizo Nahomi Jabique Jennifer Toledo Yurumy Céspedes Rosa Armenteros            |

## Tableau des médailles
| Rang  | Nation    | Or | Argent | Bronze | Total |
| ----- | --------- | -- | ------ | ------ | ----- |
| 1     | Argentine | 1  | 1      | 0      | 2     |
| 2     | Brésil    | 1  | 0      | 1      | 2     |
| 3     | Chili     | 0  | 1      | 0      | 1     |
| 4     | Cuba      | 0  | 0      | 1      | 1     |
| Total | Total     | 2  | 2      | 2      | 6     |